# Perth Institute of Contemporary Arts

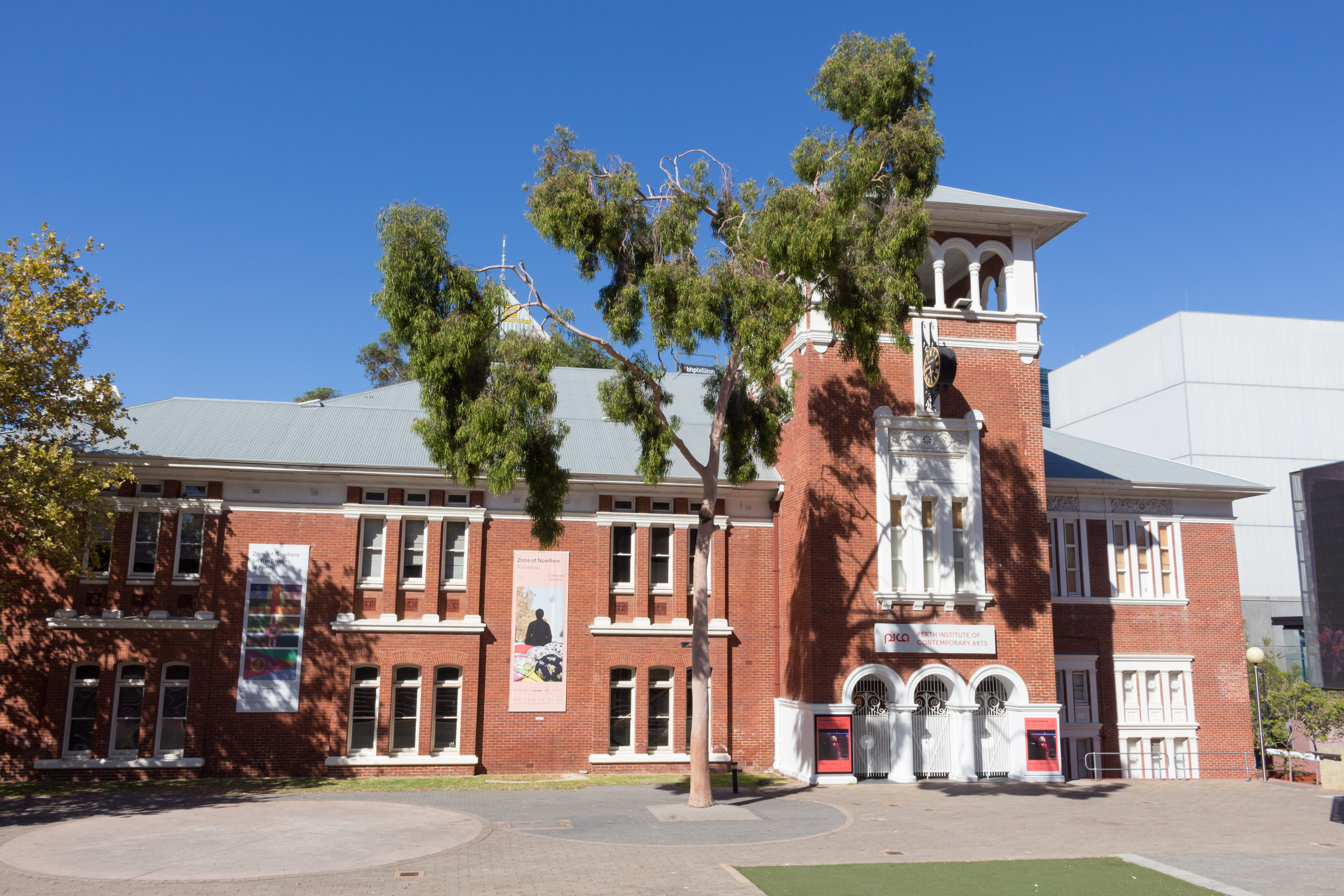
Perth Institute of Contemporary Arts (2018)

Das Perth Institute of Contemporary Arts (PICA) ist ein 1991 eröffnetes Kulturzentrum im australischen Bundesstaat Western Australia. Im PICA finden Ausstellungen zeitgenössischer Kunst und Aufführungen der darstellenden Künste statt. Es befindet sich in der James Street im Norden von Perth und bildet zusammen mit einem Museum, einer Bibliothek (State Library) und anderen Ausstellungsräumen das Perth Cultural Centre. 
Das Kulturzentrum befindet sich im 1895–97 errichteten ehemaligen Gebäude der Perth Boys and Girls School, welches seit 1980 im Register of the National Estate unter Denkmalschutz steht. Das Gebäude wurde von seiner Erbauung bis 1958 unter wechselnden Namen als Schule genutzt, von 1958 bis 1987 dann als Teil des Perth Technical College. 1988–91 ließ PICA das Gebäude renovieren, und im November 1991 wurde das Zentrum eröffnet.
In den Jahren 2004–2007 fanden im PICA durchschnittlich 20 Wechselausstellungen und 12 Aufführungen pro Jahr statt. Daneben wurden Publikationen herausgegeben und einige Künstler wie Wissenschaftler durch Atelieraufenthalte und Forschungsstipendien unterstützt. Das Jahresbudget des PICA betrug ca. 1 Mio. $A. Pro Jahr besuchten ca. 50.000 Besucher die Ausstellungen und ca. 10.000 Besucher die Aufführungen.